# Голик Віталій Якимович
Віталій Якимович Голик (1918, місто Богуслав Київської губернії, тепер Київської області — березень 1983, місто Київ) — радянський діяч державної безпеки, секретар Вінницького обкому КП(б)У, полковник (19.10.1955).

## Життєпис
Народився в родині рахівника. У 1936 році закінчив середню школу в місті Богуславі Київської області.
З 1936 року працював піонервожатим дитячої комуни (колонії) імені Кірова міста Богуслава.
У липні 1937 року вступив до Українського комуністичного інституту журналістики в Харкові.
Член ВКП(б) з травня 1940 року.
Після закінчення інституту з серпня 1940 року працював секретарем редакції, заступником редактора газети «Червоний прапор» міста Коломиї Станіславської області. З липня 1941 року — слюсар-електрик військових заводів міста Костянтинівки Сталінської області і міста Великий Токмак Запорізької області. З жовтня 1941 року — секретар редакції Салобелянської районної газети Кіровської області РРФСР.
З грудня 1941 року служив у Червоній армії червоноармійцем 864-го стрілецького полку 131-ї стрілецької дивізії, потім був секретарем редакції дивізійної газети «За Родину» Сталінградського фронту. Учасник німецько-радянської війни.
З грудня 1942 року — секретар підпільного обласного комітету ЛКСМУ, член бюро підпільного обласного комітету КП(б)У, комісар партизанського полку імені Котовського 1-ї Житомирської дивізії імені Щорса.
З травня 1944 року — заступник завідувача відділу пропаганди та агітації Вінницького обласного комітету КП(б)У.
З листопада 1945 до липня 1948 року навчався у Вищій партійній школі при ЦК ВКП(б). 
У липні 1948 — січні 1951 року — заступник завідувача, завідувач відділу пропаганди та агітації Сталінського обласного комітету КП(б)У.
1 лютого — серпень 1951 року — секретар Вінницького обласного комітету КП(б)У.
З серпня 1951 року — в органах державної безпеки. 23 серпня — 14 листопада 1951 року — заступник начальника 1-го Управління Міністерства державної безпеки СРСР. З 15 січня до 1 березня 1952 року — в.о. заступника начальника, з 1 березня 1952 до 17 березня 1953 року — заступник начальника 1-го Головного управління (нелегальна розвідка) Міністерства державної безпеки СРСР.
9 травня — 21 вересня 1953 року — заступник начальника Управління МВС Української РСР по Харківській області.
21 вересня 1953 — 5 червня 1954 року — начальник Управління МВС Української РСР по Житомирській області.
5 червня 1954 — 13 січня 1960 року — начальник Управління КДБ при РМ Української РСР по Житомирській області.
13 січня 1960 — грудень 1962 року — начальник Управління КДБ при РМ Української РСР по Сталінській (Донецькій) області.
13 квітня 1963 — 2 березня 1966 року — начальник Управління КДБ при РМ Української РСР по Волинській області.
17 березня 1966 звільнений у відставку.
З травня 1966 року працював заступником завідувача, з квітня 1970 до січня 1979 року — завідувачем відділу Президії Верховної ради Української РСР.
З січня 1979 року — персональний пенсіонер у місті Києві.
Помер на початку березня 1983 року в Києві.

## Звання
- підполковник (12.09.1951)
- полковник державної безпеки
- полковник (19.10.1955)

## Нагороди
- орден Вітчизняної війни І ст. (2.05.1945)
- орден Трудового Червоного Прапора (30.08.1971)
- орден Червоної Зірки (5.01.1944)
- п'ять медалей